# 제국 이후
제국 이후(영어: After the Empire, 전체 제목: After the Empire: The Breakdown of the American Order, 프랑스어: Après L'Empire: essai sur la décomposition du système américain, '애프터 디 엠파이어')는 프랑스 인구학자이자 사회학자인 엠마누엘 토드가 2001년에 쓴 책이다. 이 책에서 토드는 현대 미국의 근본적인 약점을 조사하여 미국의 통념과는 달리 경제, 군사, 이데올로기적 측면에서 미국이 세계 무대에서의 지배력을 빠르게 잃어가고 있다는 결론을 내렸다. 토드는 유일한 세계 초강대국인 미국의 몰락을 예측한다.

## 해결책
토드는 미국이 19세기에 표현된 보편주의적이고 평등주의적인 뿌리로 돌아가거나 1950년대처럼 시민권을 확대하고 세계를 안정시키는 요소가 되기 위한 진정한 시도를 해야 한다고 믿는다. 토드는 또한 유럽이 프랑스, 독일, 영국 3국이 이끄는 유럽으로 구성된 유라시아 극을 중심으로 지정학적 균형을 재정비하고 러시아에 의존하여 석유 및 천연가스뿐만 아니라 군사 지원을 제공해야 한다고 믿는다.

## 같이 보기
- 투키디데스의 함정